# Floydia praealta
Floydia praealta är en tvåhjärtbladig växtart som först beskrevs av F. Müll., och fick sitt nu gällande namn av Lawrence Alexander Sidney Johnson och Barbara Gillian Briggs. Floydia praealta ingår i släktet Floydia och familjen Proteaceae. Inga underarter finns listade i Catalogue of Life.